# Barniz fotorresistente

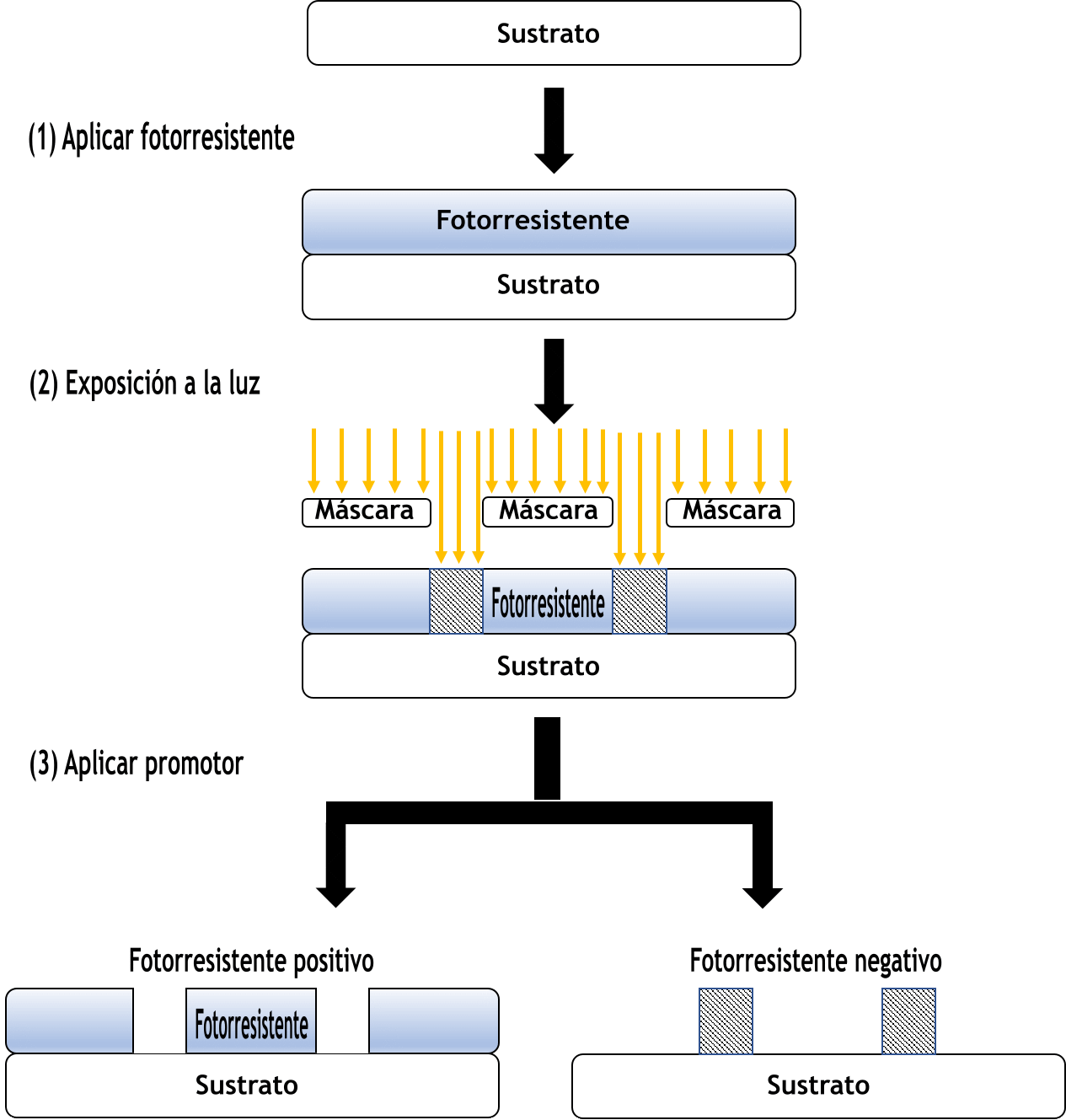
Fotorresistente en fotolitografía

Un barniz fotorresistente es un material sensible a la luz que se utiliza en diversos procesos, como la fotolitografía y el fotograbado, para formar un revestimiento estampado sobre una superficie. Este proceso es crucial en la industria electrónica. 
El proceso comienza recubriendo un sustrato con un material orgánico sensible a la luz. A continuación, se aplica a la superficie una máscara con un patrón para bloquear la luz, de modo que sólo queden expuestas a la luz las regiones del material que no estén enmascaradas. A continuación, se aplica a la superficie un disolvente, denominado revelador. En el caso de una fotorresistencia positiva, la luz degrada el material fotosensible y el revelador disuelve las zonas expuestas a la luz, dejando una capa en el lugar donde se colocó la máscara. En el caso de una fotorresistencia negativa, el material fotosensible es reforzado (polimerizado o reticulado) por la luz, y el revelador disolverá sólo las regiones que no estuvieron expuestas a la luz, dejando un revestimiento en las zonas donde no se colocó la máscara.
Se puede aplicar un revestimiento BARC (Bottom Anti-Reflectant Coating) antes de aplicar el barniz fotorresistente, para evitar que se produzcan reflejos bajo la fotorresistencia y mejorar el rendimiento de la fotorresistencia en nodos semiconductores más pequeños.   
Los barnices fotorresistentes convencionales suelen constar de 3 componentes: resina (un aglutinante que proporciona propiedades físicas como adhesión, resistencia química, etc.), sensibilizador (que tiene un compuesto fotoactivo) y disolvente (que mantiene líquida la resistencia).

## Clasificación
Según la estructura química de los fotoprotectores, se pueden clasificar en tres tipos: fotoprotectores fotopoliméricos, fotodescomponentes y fotorreticulados.
- Los fotorresistentes fotopoliméricos son un tipo de fotorresistencia, normalmente de monómero de alilo, que puede generar radicales libres cuando se expone a la luz, iniciando entonces la fotopolimerización del monómero para producir un polímero.

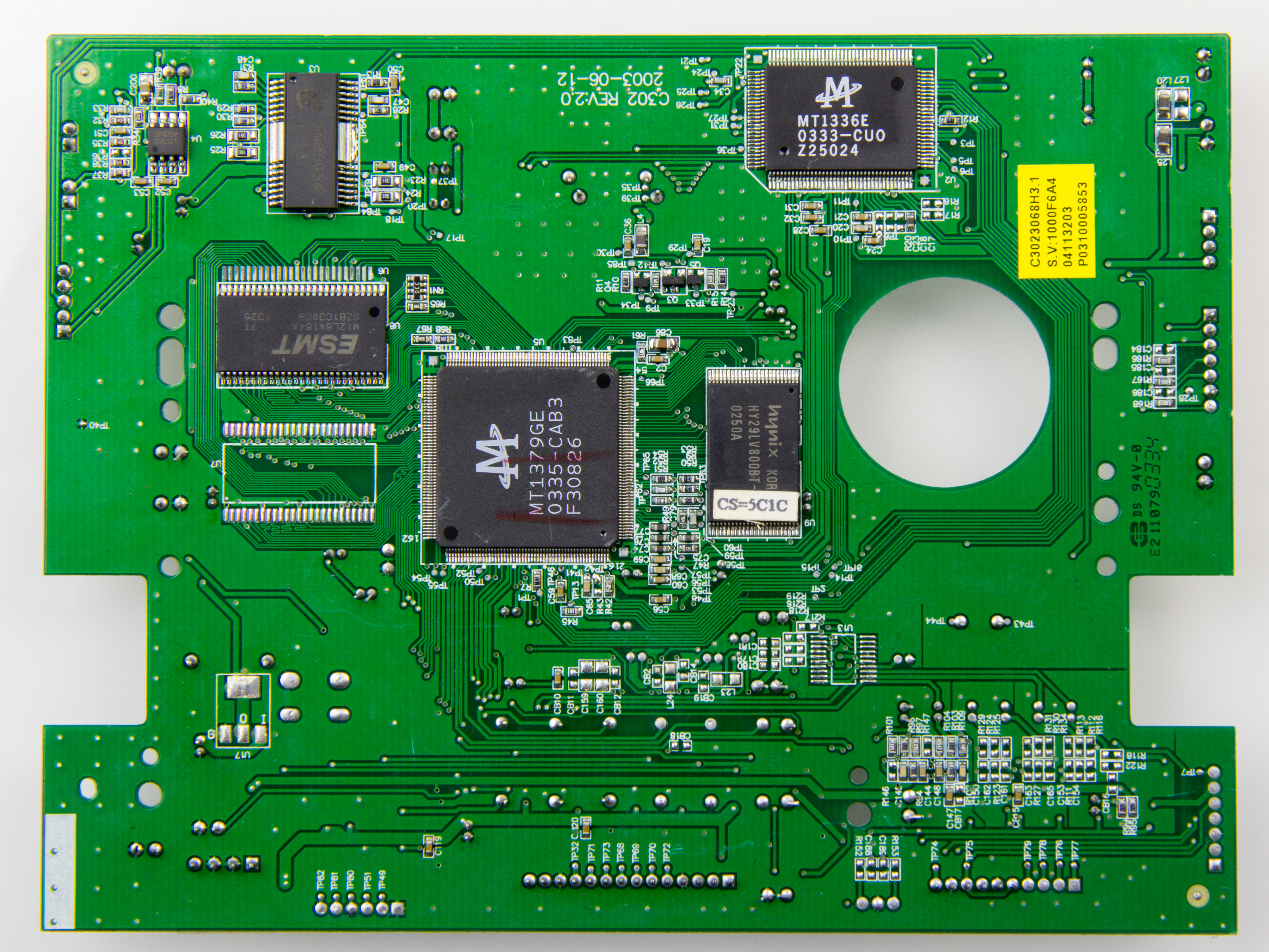
Una placa de circuito impreso-4276

- Los fotorresistentes fotorreticulados son un tipo de fotorresistencia que puede entrecruzarse cadena a cadena cuando se expone a la luz, para generar una red insoluble.

- Los fotorresistentes fotodescomponentes son un tipo de fotorresistentes que generan productos hidrófilos bajo la luz. Un ejemplo típico es la azida quinona, por ejemplo diazonaftaquinona (DQ).

## Aplicaciones

### Placas de circuito impreso
La fabricación de placas de circuito impreso es uno de los usos más importantes de los barnices fotorresistentes. 
La fotolitografía permite reproducir el complejo cableado de un sistema electrónico de forma rápida, económica y precisa, como si se ejecutara en una imprenta. El proceso general consiste en aplicar fotoprotector, exponer la imagen a rayos ultravioleta y luego grabar para eliminar el sustrato revestido de cobre. 

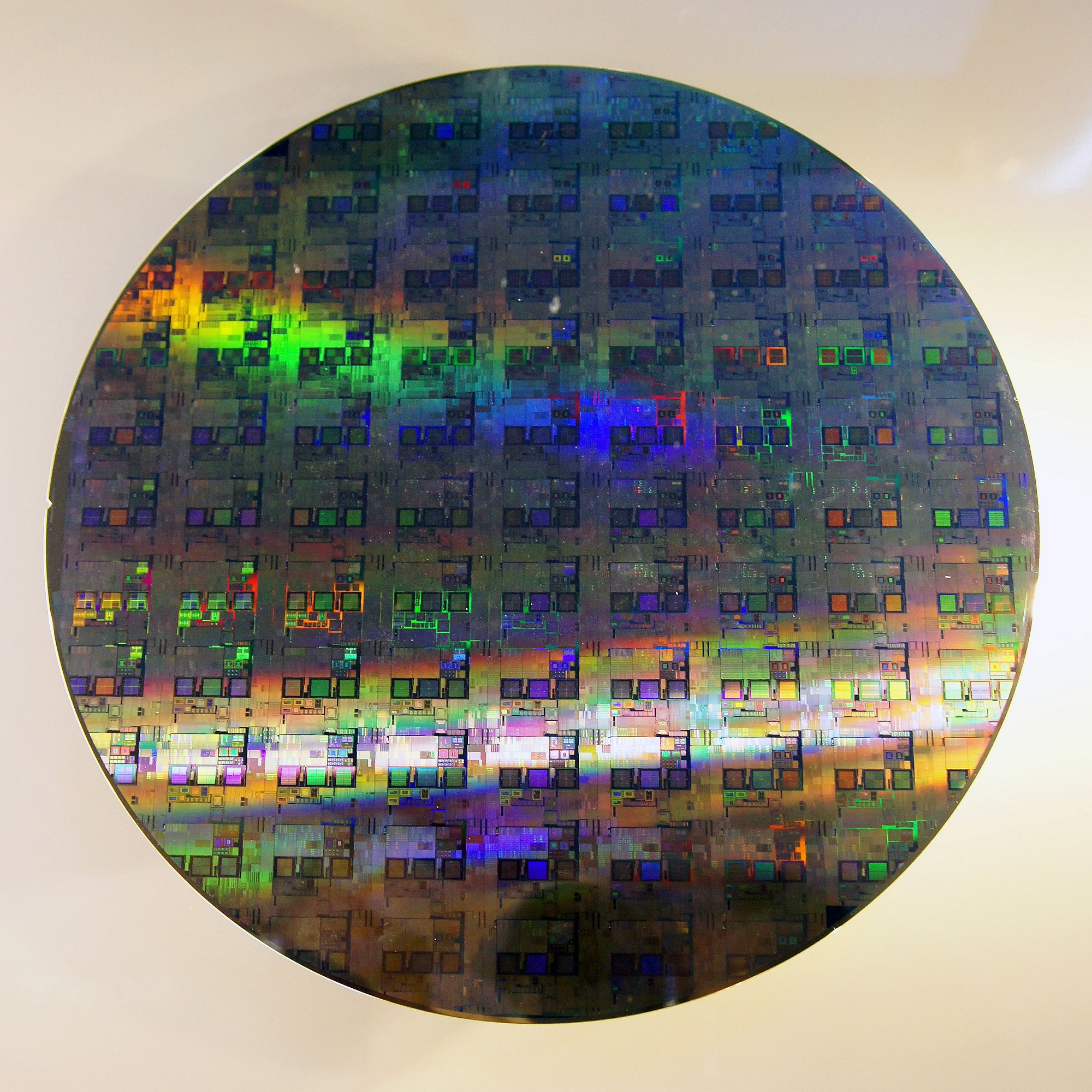
Una oblea de silicio de 12 pulgadas puede contener cientos o miles de dados de circuitos integrados.

### Microelectrónica
Esta aplicación, aplicada principalmente a obleas de silicio y circuitos integrados de silicio, es la más desarrollada de las tecnologías y la más especializada en el campo. 